# Закон про шлюб королеви Марії та Філіпа з Іспанії
Акт про шлюб королеви Марії та Філіпа з Іспанії або акт про шлюб королеви Марії (1 березня Sess. 3 c. 2) — закон, прийнятий парламентом Англії у квітні 1554 для регламентування майбутнього шлюбу і спільного царювання королеви Марії та Філіпа, згодом принца Астурії.
В дійсності, закон служив як майновий контракт між Англією та Іспанією; він акцентує увагу на тому, що Іспанія може очікувати від цього союзу, і в той же час гарантує англійцям, що Англія не стане сателітом Іспанії.
Відповідно до умов договору про шлюб між овдовілим принцом Астурії та старою дівою, королевою Англії та Ірландії, принц мав право користуватися титулами та званнями дружини, як король Англії та Ірландії, допоки буде тривати їхній шлюб. Всі офіційні документи, у тому числі державні акти, повинні були підписуватися обома їхніми іменами (починаючи «Філіп», що передує «Марії», як вважається належним для чоловіка і дружини), парламент повинен був скликатися за спільною згодою подружньої пари. Акт надавав право королю Філіпу взяти участь в управлінні королівствами Марії при збереженні основної влади за Марією. Формально, король Філіп повинен був спільно царювати зі своєю дружиною відповідно до закону, який проте гарантував, що новий володар не стане надто впливовим, заборонивши йому призначати іноземців на будь-які посади, включаючи їх дружин або дітей, народжених за межами королівства і претендувати на корону для себе, в разі якщо переживе свою дружину.
Акт передбачав, якщо королева матиме дітей від принца, то це дозволить повний особистий союз між Англією та Ірландією і всіма володіннями, які Філіп успадкував від свого батька, Карла V, імператора Священної Римської імперії, або від своєї бабусі, Джоанни, королеви Іспанії, при умові, що син Філіпа Чарльз, помре бездітним.
Цей акт був скасований Актом про статут ревізійного права 1863.